# Wikstroemia monticola
Wikstroemia monticola är en tibastväxtart som beskrevs av Skottsberg. Wikstroemia monticola ingår i släktet Wikstroemia och familjen tibastväxter. Inga underarter finns listade i Catalogue of Life.

## Bildgalleri

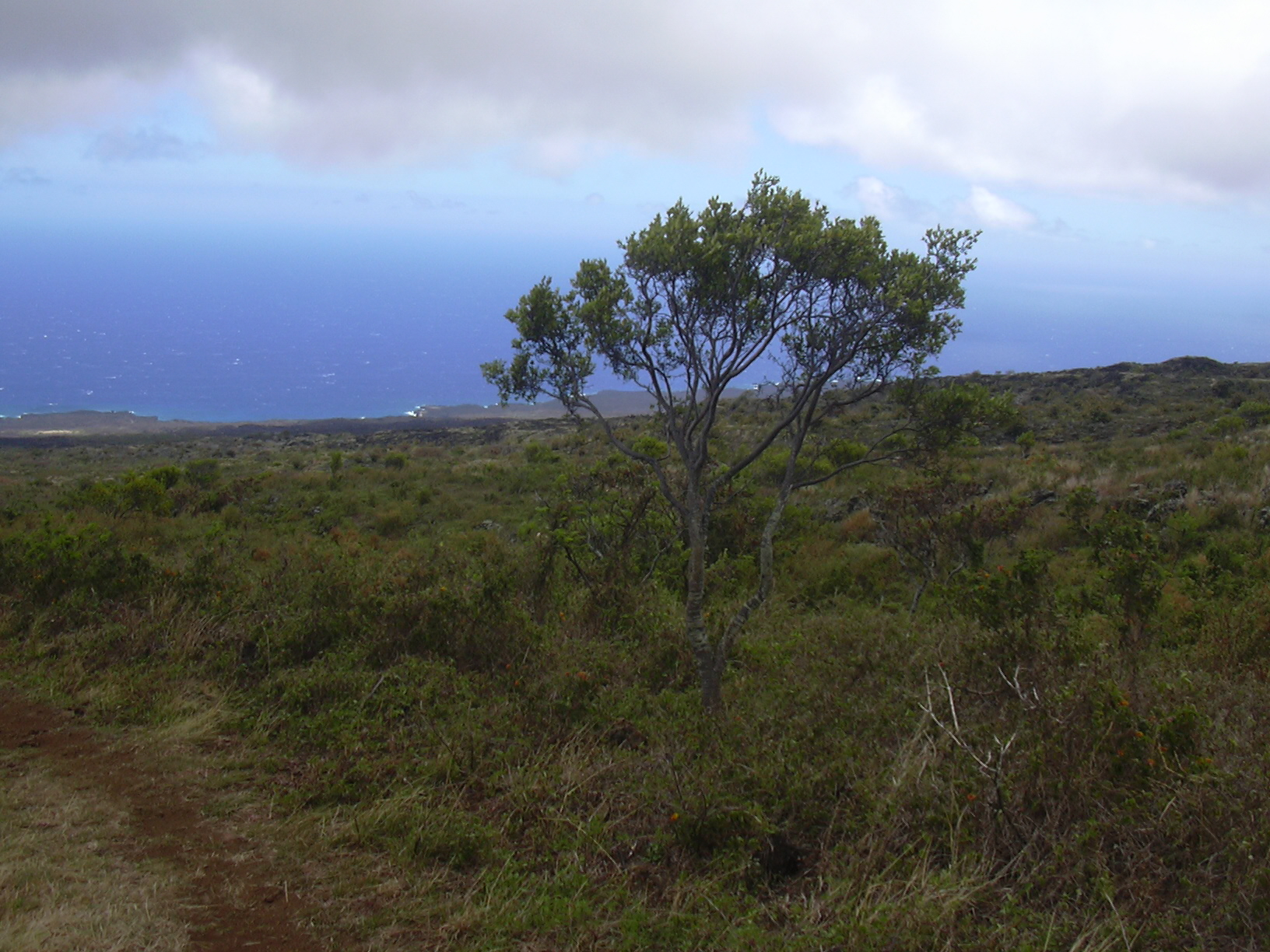
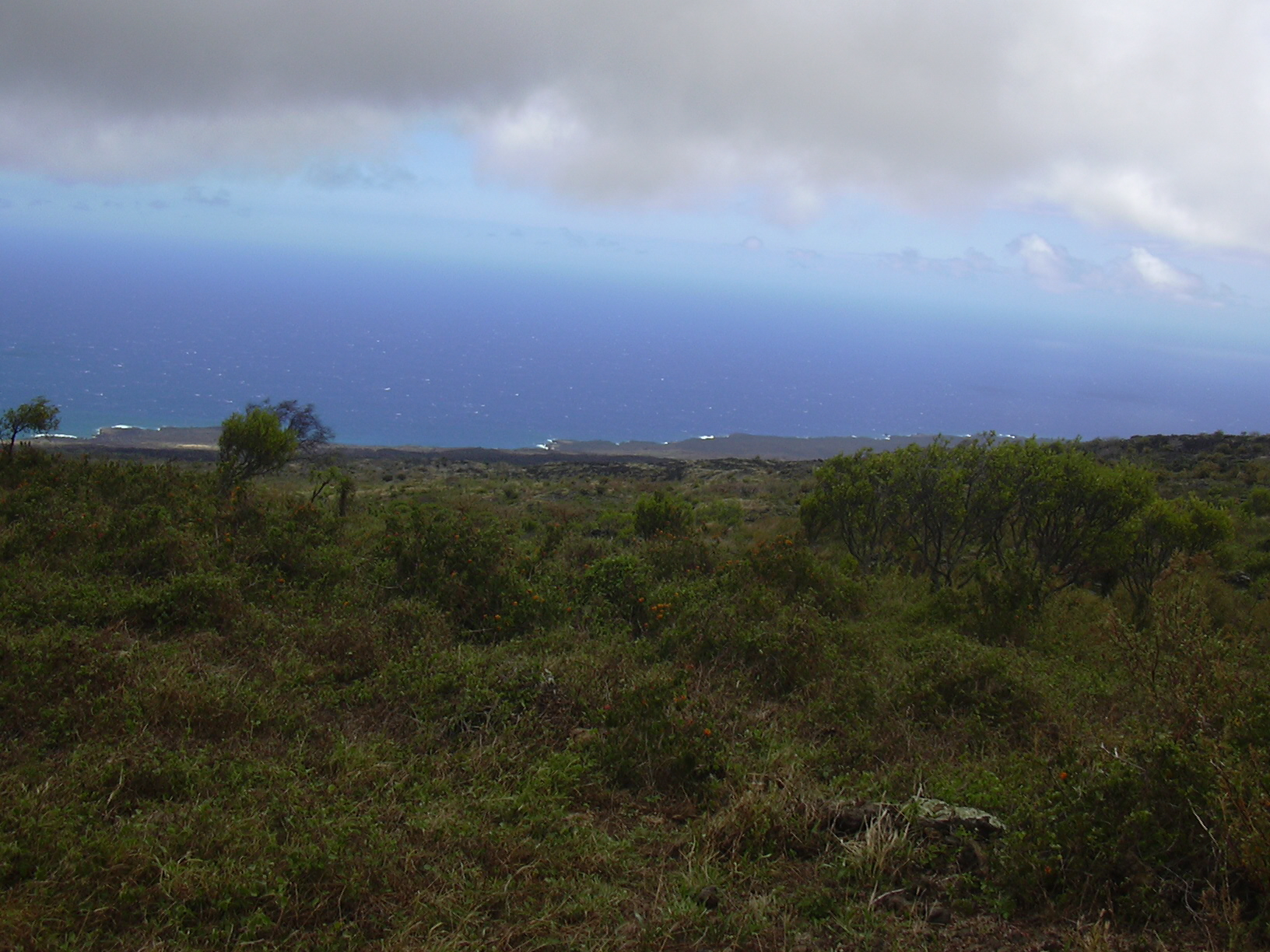
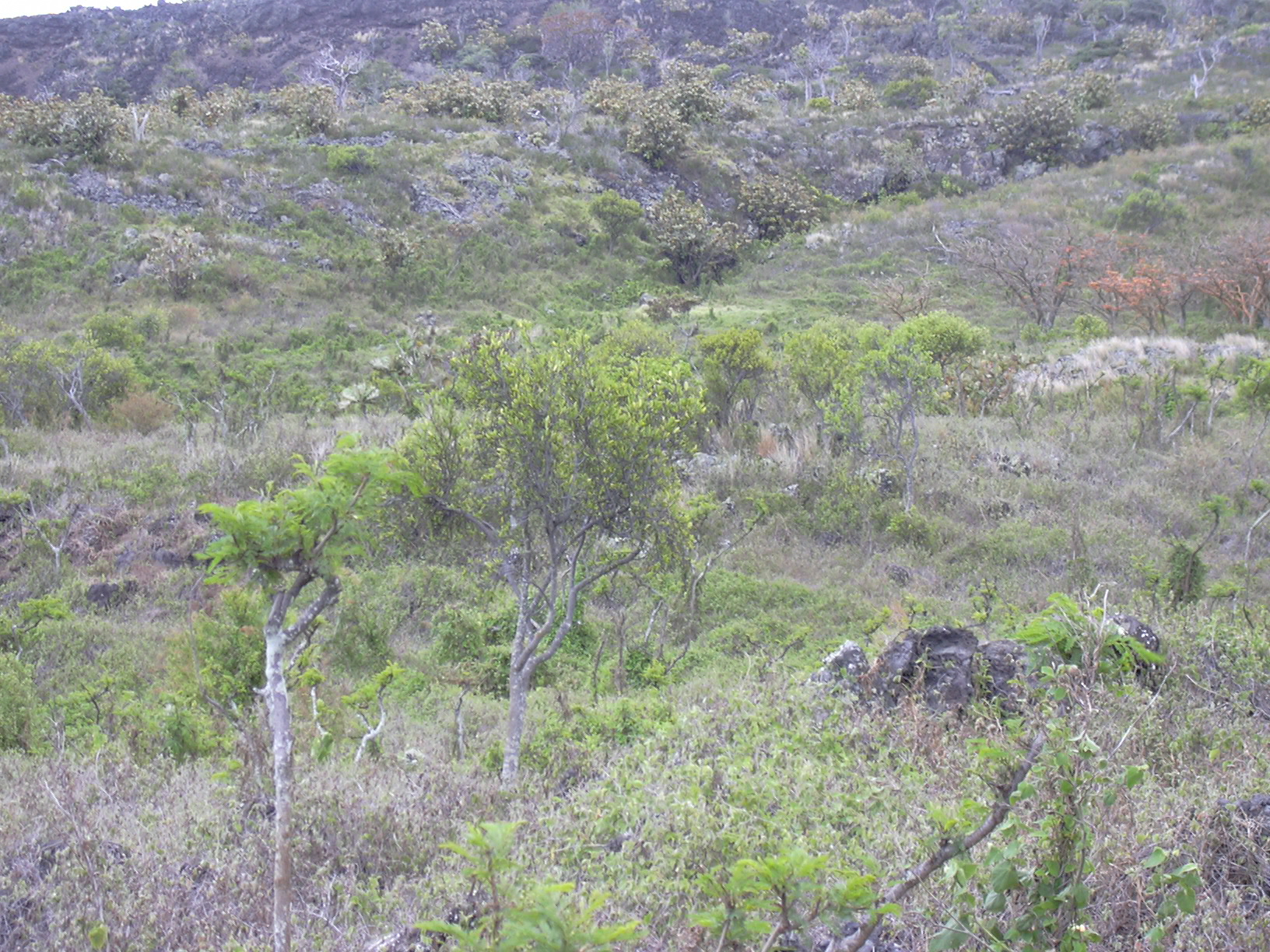
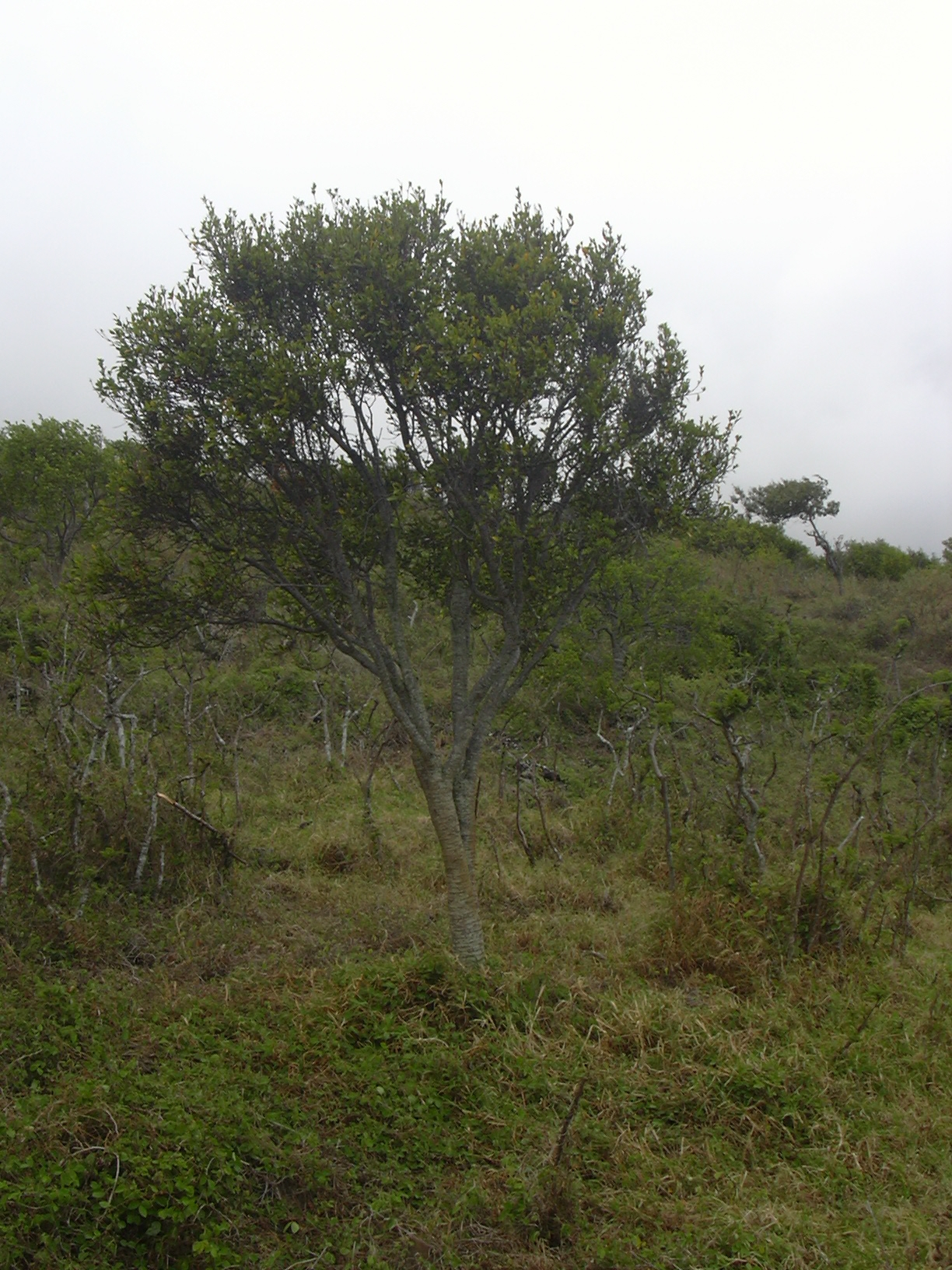
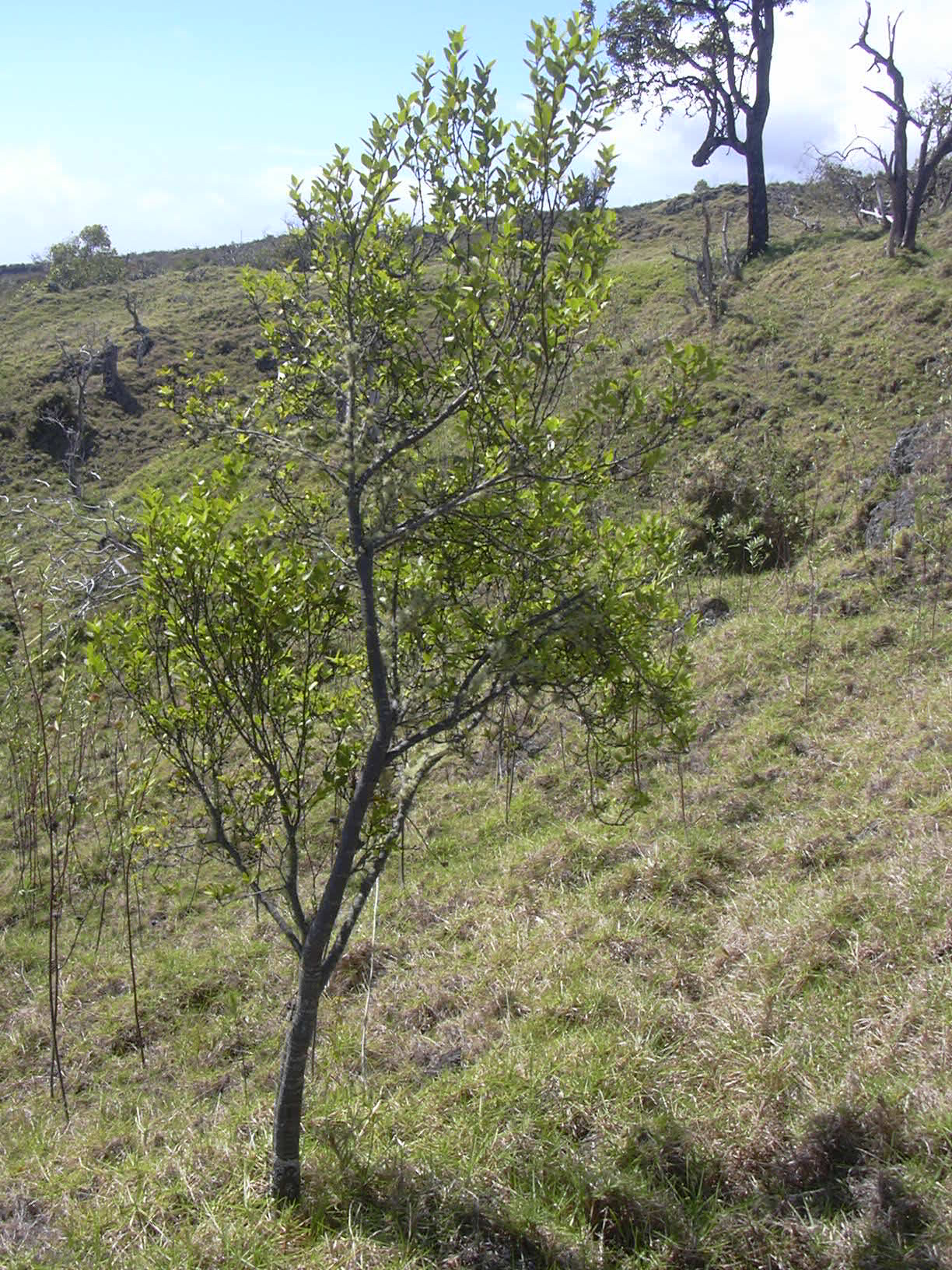
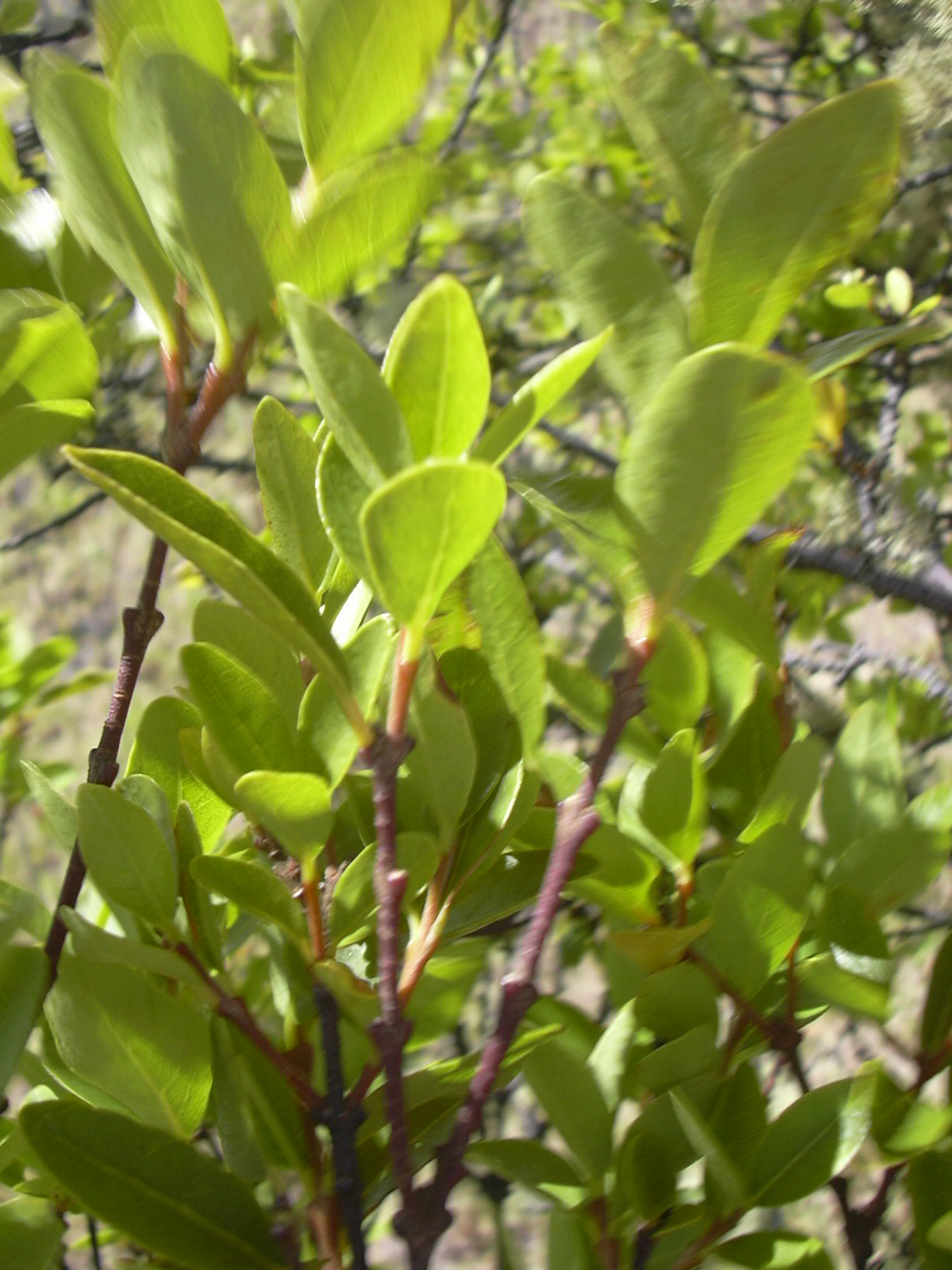